# Maschalostachys
 Maschalostachys  Loeuille & Roque, 2017 è un genere di piante angiosperme dicotiledoni della famiglia delle Asteraceae.

## Etimologia
Il nome scientifico del genere (Maschalostachys), che in greco traslitterato significa stachys (= punta) e maschalo (= ascellare), è stato definito per la prima volta dai botanici Benoit Loeuille (1979-) e Nadia Roque (fl. 1997) nella pubblicazione Phytotaxa (Phytotaxa 295(1): 38) del 2017.

## Descrizione
Le specie di questa voce sono delle piante con cicli biologici perenni con habitus di tipo piccolo-arboreo. I fusti sono monopodiali (i fiori crescono lateralmente). L'indumento è pubescente per peli semplici o di vario tipo a forma di bottiglia, a T, contorti, del tipo stellato o irsuti. Gli organi interni di queste piante contengono lattoni sesquiterpenici.
Le foglie lungo il caule sono disposte in modo alterno o in pseudo-rosette all'apice dei fusti. Le foglie sono sessili o picciolate con guaine semi-amplessicauli. La forma è intera e per lo più lanceolata più o meno stretta con apici acuti e base attenuata. I margini generalmente sono interi e piatti (non revoluti, eventualmente ondulati o crenulati). Le venature sono pennate o disposte in modo sublongitudinale.
Le infiorescenze, ascellari, sono formate in prevalenza da capolini fusi in un sincefalo (infiorescenza di ordine secondario) e circondate da brattee frondose secondarie. I capolini, discoidi, omogami e sessili, circondati da 1 - 6 brattee subinvolucrali spatolate, sono composti da un involucro formato da diverse brattee embricate su 5 - 6 serie che fanno da protezione al ricettacolo sul quale s'inseriscono i fiori tubulosi. Le brattee sono colorate di bruno o verde; la superficie è tomentosa; gli apici sono acuti o ottusi e brevemente mucronati. Il ricettacolo è piatto e nudo (senza pagliette).
I fiori, da 4 a 23 per capolino, sono tetra-ciclici (ossia sono presenti 4 verticilli: calice – corolla – androceo – gineceo) e pentameri (ogni verticillo ha in genere 5 elementi). I fiori sono inoltre ermafroditi e actinomorfi (raramente possono essere zigomorfi).
- Formula fiorale:

*/x K {\displaystyle \infty }, [C (5), A (5)], G 2 (infero), achenio
- Calice: i sepali del calice sono ridotti ad una coroncina di squame.
- Corolla: le corolle sono formate da un tubo terminante in 5 profondi lobi; il colore varia da lilla a viola scuro; la superficie può essere sia pubescente che glabra.
- Androceo: gli stami sono 5 con filamenti liberi e distinti, mentre le antere sono saldate in un manicotto (o tubo) circondante lo stilo.[5] Le antere, sagittate e sprovviste di ghiandole, possono essere caudate oppure no; le appendici apicali in genere sono glabre, indurite e lanceolate. Il polline è tricolporato (con tre aperture sia di tipo a fessura che tipo isodiametrica o poro), echinato (con punte) e non "lophato".[12]
- Gineceo: lo stilo è filiforme e privo di nodi. Gli stigmi dello stilo sono due divergenti con la superficie stigmatica posizionata internamente (vicino alla base). La pubescenza è del tipo a spazzola con peli appuntiti.[13] L'ovario è infero uniloculare formato da 2 carpelli.

I frutti sono degli acheni con pappo. Gli acheni, a forma da cilindrica a obconica, hanno 10 coste con la superficie glabra, sericea o con ghiandole. All'interno si può trovare del tessuto di tipo idioblasto e rafidi di tipo subquadrato; raramente è presente il tessuto tipo fitomelanina. Il carpopodium (carpoforo) ha la forma di un anello ed è poco appariscente. Il pappo, biseriato, deciduo o caduco, è formato da setole con apice acuto, eroso e base ingrossata; la serie esterna è più piccola di quella interna;

## Biologia
- Impollinazione: l'impollinazione avviene tramite insetti (impollinazione entomogama tramite farfalle diurne e notturne).
- Riproduzione: la fecondazione avviene fondamentalmente tramite l'impollinazione dei fiori (vedi sopra).
- Dispersione: i semi (gli acheni) cadendo a terra sono successivamente dispersi soprattutto da insetti tipo formiche (disseminazione mirmecoria). In questo tipo di piante avviene anche un altro tipo di dispersione: zoocoria. Infatti gli uncini delle brattee dell'involucro si agganciano ai peli degli animali di passaggio disperdendo così anche su lunghe distanze i semi della pianta.

## Distribuzione e habitat
La distribuzione delle piante di questa voce è relativa al Brasile.

## Tassonomia
La famiglia di appartenenza di questa voce (Asteraceae o Compositae, nomen conservandum) probabilmente originaria del Sud America, è la più numerosa del mondo vegetale, comprende oltre 23 000 specie distribuite su 1 535 generi, oppure 22 750 specie e 1 530 generi secondo altre fonti (una delle checklist più aggiornata elenca fino a 1 679 generi). La famiglia attualmente (2021) è divisa in 16 sottofamiglie.

### Filogenesi
Le specie di questo gruppo appartengono alla sottotribù Lychnophorinae descritta all'interno della tribù Vernonieae Cass. della sottofamiglia Vernonioideae Lindl.. Questa classificazione è stata ottenuta ultimamente con le analisi del DNA delle varie specie del gruppo. Da un punto di vista filogenetico in base alle ultime analisi sul DNA la tribù Vernonieae è risultata divisa in due grandi cladi: Muovo Mondo e Vecchio Mondo. I generi di Lychnophorinae appartengono al clade relativo all'America.
La sottotribù, e quindi i suoi generi, si distingue per i seguenti caratteri:
- le infiorescenze raramente sono spicate (a forma di spiga);
- i capolini in genere sono grandi;
- le corolle sono prive di ghiandole stipitate;
- il polline non è "lophato";
- negli acheni sono sempre presenti i rafidi di tipo subquadrato.

In precedenza la tribù Vernonieae, e quindi la sottotribù (Lychnophorinae) di questo genere, era descritta all'interno della sottofamiglia Cichorioideae. Nell'ambito della tribù, la sottotribù Lychnophorinae occupa, da un punto di vista filogenetico, una posizione vicina al "core" (si è evoluta tardivamente rispetto alle altre sottotribù) ed è vicina alle sottotribù Vernoninae e Chrestinae. Le due specie di questo genere, nella filogenesi della sottotribù, si trovano posizionate lontane una dall'altra: M. mellosilvae con il genere Anteremanthus H. Rob. forma un "gruppo fratello" in una posizione abbastanza centrale; mentre la specie M. markgrafii è più vicina al "core" della sottotribù e forma un "gruppo fratello" con il genere Paralychnophora MacLeish. Le specie del genere di questa voce in passato erano descritte nel genere Lychnophora Mart..
I caratteri distintivi per le specie di questo genere (Maschalostachys) sono:
- l'habitus è formato da piccoli alberi monopodiali con tronchi non ramificati;
- le guaine fogliari sono semi-amplessicauli;
- l'indumento è composto da tricomi non ramificati a forma di "T";
- i capolini sono fusi in un sincefalo sessile o in pannocchie sincefale protetti da aculei.

Il numero cromosomico delle specie di questo genere è: 2n = 38.

### Elenco delle specie
Questo genere ha 2 specie:
- Maschalostachys markgrafii (G. M. Barroso) Loeuille & Roque
- Maschalostachys mellosilvae  Loeuille & Roque

Le due specie sono distinte dalle seguenti caratteristiche:
- M. markgrafii: i capolini sono raggruppati in pannocchie sincefale circondati da brattee subinvolucrali secondarie spatolate; il ricettacolo è faveolato; i fiori per capolino sono da 4 a 5.
- M. mellosilvae: i capolini sono raggruppati in spighe ascellari sincefale circondati da brattee subinvolucrali secondarie ovate; il ricettacolo è fimbriato; i fiori per capolino sono da 11 a 23.